# Babuza jezik
Babuza jezik (ISO 639-3: bzg; babusa, favorlang, favorlangsch, jaborlang, poavosa), zapadnonizinski (western plains) tajvanski jezik austronezijske porodice, kojim još govore svega 4 osobe (2000 S. Wurm) od 35 etničkih pripadnika plemena Babuza uz rijeke Tatu i Choshui na Tajvanu.
Dijalekti su mu poavosa i taokas. Pleme Taokas jedno od 10 Pingpu (nizinskih) plemena nema više živih govornika.

## Vanjske poveznice
- Ethnologue (14th)
- Ethnologue (15th)